# Bernhard Hertel

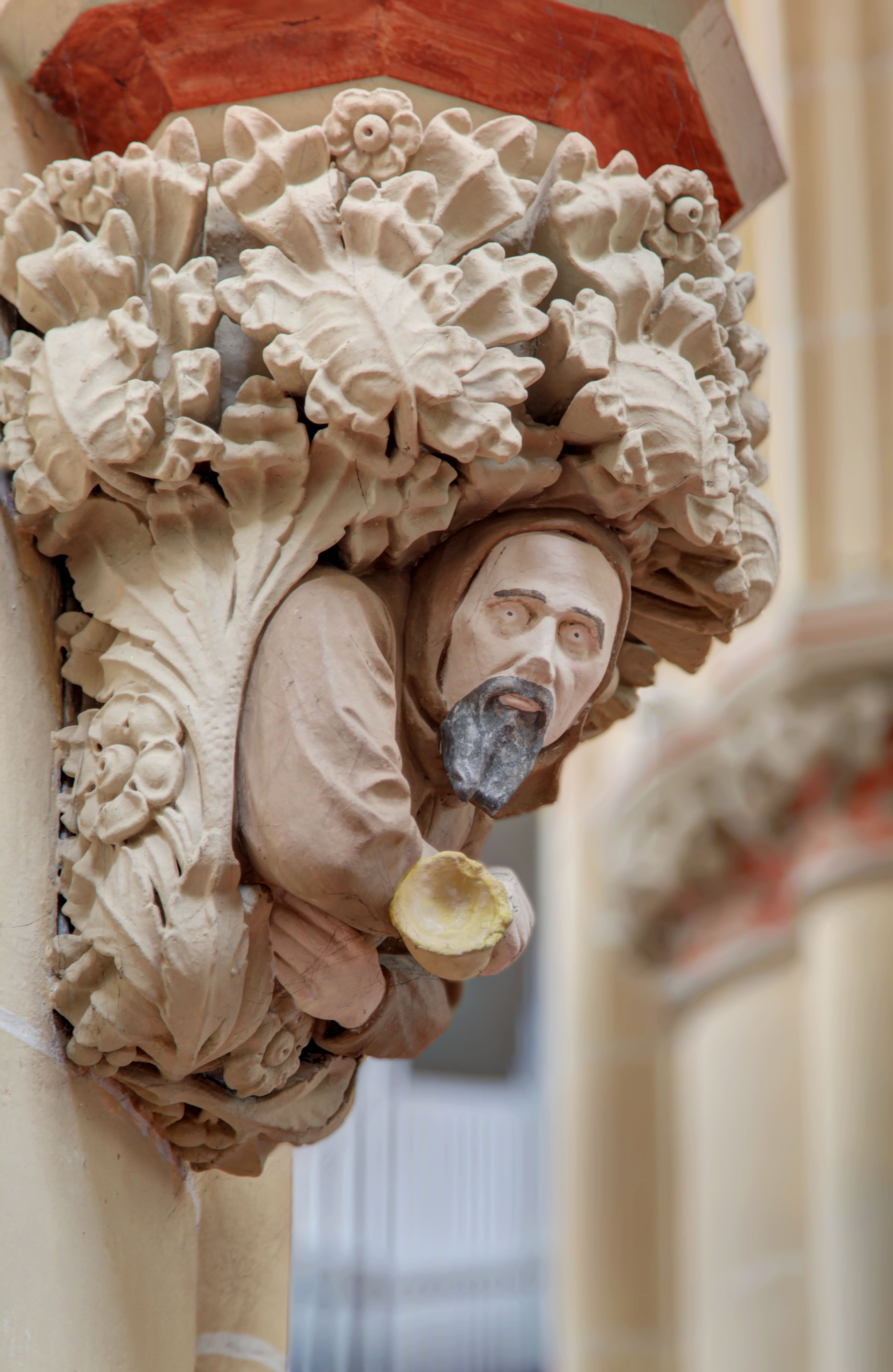
Porträt Hertels im Stile eines mittelalterlichen Baumeisters (Kapitell des nordöstlichen Seitenschiffes in der von ihm errichteten Pfarrkirche St. Joseph in Münster)

Bernhard Hertel (* 14. Februar 1862 in Kevelaer; † 21. Dezember 1927 in Köln) war ein deutscher Architekt des Historismus. In der Aufbauphase der deutschen katholischen Kirche nach dem Ende des Bismarckschen Kulturkampfs entstanden nach seinen Entwürfen mehrere große neugotische Pfarrkirchen. Von 1903 bis zu seinem Tod war er Kölner Dombaumeister.

## Leben

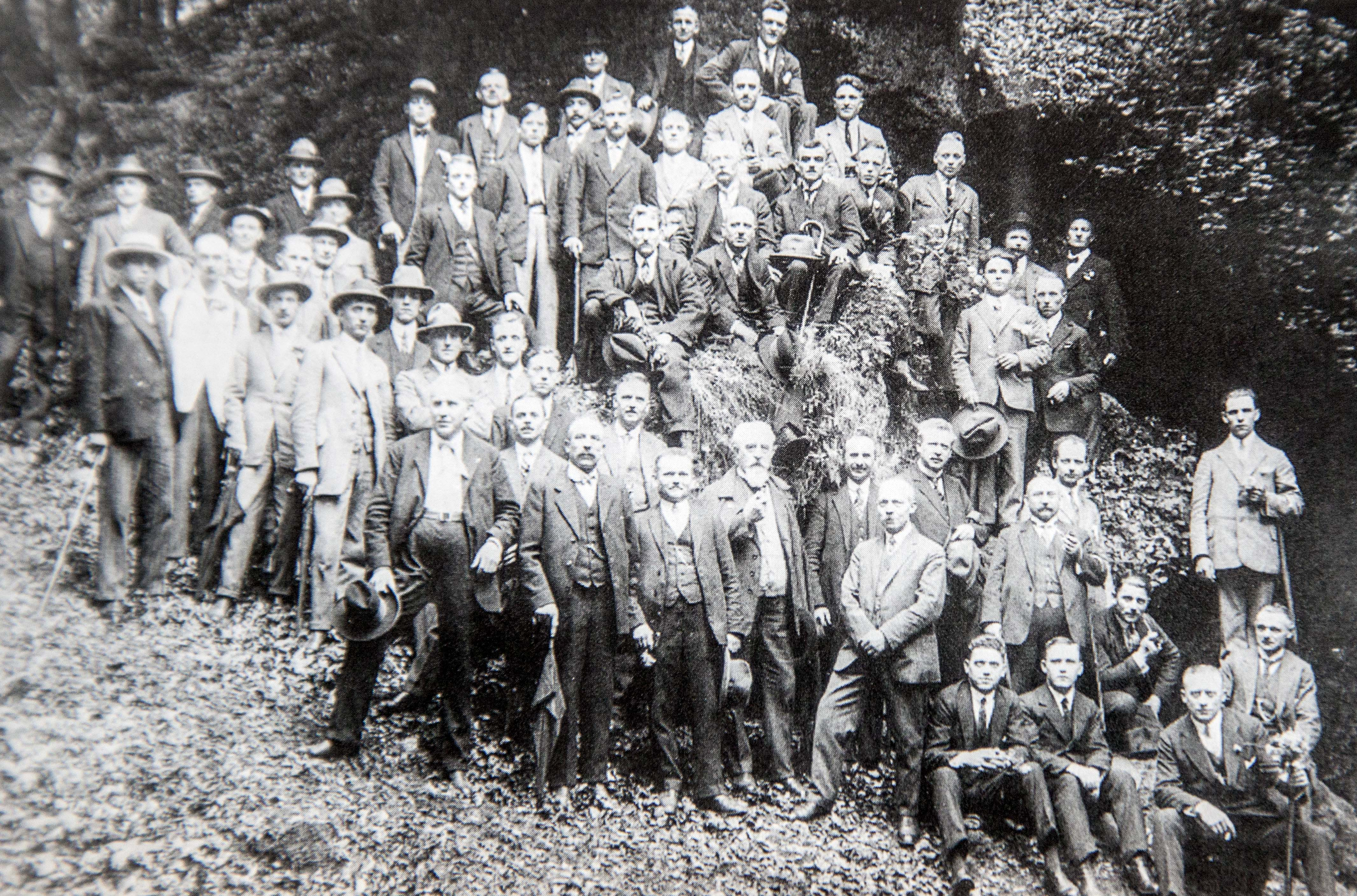
Bernhard Hertel (vordere Reihe, Mitte) inmitten seiner Mitarbeiter der Kölner Dombauhütte im Jahr 1927

Bernhard Hertel war ein Sohn des Münsterschen Diözesanbaumeisters Hilger Hertel (des Älteren) und Bruder von Hilger Hertel dem Jüngeren. Nach dem Abitur am Gymnasium Paulinum lernte er in Münster das Maurer- und Steinmetz-Handwerk und studierte zugleich Kunstgeschichte an der Königlichen Akademie. Von 1882 bis 1886 studierte er Architektur an der Technischen Hochschule München und an der Technischen Hochschule (Berlin-)Charlottenburg.
Nach dem zweiten Staatsexamen 1890 ging er nicht wie geplant in den Staatsdienst, sondern vollendete zunächst in Bürogemeinschaft mit seinem Bruder die Bauprojekte seines im selben Jahr verstorbenen Vaters. Gleichzeitig bildete er sich durch Studienreisen fort. 1899 trat er in die staatliche Bauverwaltung in Berlin ein und schuf mehrere Profanbauten. An der Technischen Hochschule (Berlin-)Charlottenburg war er Assistent von Christoph Hehl, dann, von 1902 bis 1903, Privatdozent für mittelalterliche Baukunst.
Im September 1903 wurde Bernhard Hertel als Nachfolger von Richard Voigtel Leiter der Kölner Dombauhütte. Der Kampf gegen den Verfall der Bausubstanz infolge hoher Schadstoffkonzentration in Luft und Regen sowie das Einfordern von Mitteln in den Kriegs- und Inflationsjahren forderten seine ganze Kraft. Es gelang ihm, die Zahl der Steinmetze auf über 40 zu erhöhen und für die Erneuerung der Strebepfeiler und Fialenreihen am Chor einen konsistenten Plan durchzusetzen.
Bernhard Hertel war (wie sein Vater und sein Bruder) Mitglied der katholischen Studentenverbindung V.K.D.St. Saxonia Münster (ab 1882) und zudem noch der KDStV Bavaria Bonn, jeweils im CV.
Kurz nachdem die Baubehörde eine Verlängerung seiner Amtszeit über die gesetzliche Altersgrenze hinaus beschlossen hatte, starb Hertel 1927 im Alter von 65 Jahren an den Folgen einer Lungenentzündung. Sein zu diesem Zeitpunkt geplanter Bau der Salvatorkirche in Berlin-Lichtenrade wurde erst 1930–1932 durch den Architekten Josef Bischof ausgeführt.

## Bauten (zum Teil gemeinsam mit Hilger Hertel d.J.)
| Bild                                  | Bauzeit   | Bauwerk                       | Ort                 | Beschreibung                                                         |
| ------------------------------------- | --------- | ----------------------------- | ------------------- | -------------------------------------------------------------------- |
| Gelsenkirchen-Buer, St. Urbanus       | 1890–1893 | St. Urbanus                   | Gelsenkirchen-Buer  | Neubau                                                               |
|                                       | 1892–1896 | St. Barbara                   | Gelsenkirchen-Erle  | Neubau                                                               |
| St. Norbert in Magdeburg              | 1894–1896 | St. Norbert                   | Magdeburg-Buckau    | Neubau                                                               |
| Lambertikirchturm Münster             | 1895–1898 | St. Lamberti                  | Münster             | Turmvollendung nach Plänen von Hilger Hertel d. Ä.                   |
| St. Hippolytus in Gelsenkirchen-Horst | 1897      | St. Hippolytus                | Gelsenkirchen-Horst | Pfarrkirche                                                          |
| St. Lambertus in Gladbeck             | 1897–1899 | St. Lamberti                  | Gladbeck            | Kirchenneubau                                                        |
|                                       | 1899      | St. Laurentius-Stift          | Waltrop             | Krankenhausneubau, nach Abbruch nur die neugotische Kapelle erhalten |
| Schifferbörse in Duisburg-Ruhrort     | 1899      | Amtsgericht und Schifferbörse | (Duisburg-)Ruhrort  | Mitarbeit; 1944 zerstört                                             |
| Amtsgericht Wedding                   | 1900      | Amtsgerichts Wedding          | Berlin              | Mitarbeit                                                            |
| Kreuzkirche in Münster                | 1899–1902 | Heilig Kreuz                  | Münster             | Neubau                                                               |
| St. Joseph in Münster                 | 1902–1905 | St. Joseph                    | Münster             | Kapelle, Torhaus und Ökonomiegebäude                                 |
| Kölner Dom Chorstrebewerk             | 1906–1927 | Kölner Dom                    | Köln                | Erneuerung des Chorstrebewerks                                       |
| Liebfrauenkirche Bottrop              | 1908–1914 | Liebfrauenkirche              | Bottrop             | Neubau                                                               |
| Sieben Schmerzen Mariens in Uckendorf | 1908–1910 | Sieben Schmerzen Mariens      | Uckendorf           | Neubau der neugotischen Kirche                                       |
| St. Elisabeth in Berlin-Schöneberg    | 1911      | St. Elisabeth                 | Berlin-Schöneberg   | Neubau als neugotische Backsteinkirche                               |
| Burgmauer 1 in Köln                   | 1913      | Burgmauer 1                   | Köln                | Wohnhaus                                                             |
|                                       | 1927      | St. Bernhard                  | Oberhausen          | Pfarrkirchenneubau in romanisch-gotischen Formen, teilprofaniert     |

## Schriften (Auswahl)
- Die Wiederherstellungsarbeiten am Kölner Dome. In: Der Kölner Dom in Gefahr. L. Schwann, Düsseldorf 1929, S. 39–91 (Zeitschrift des Rheinischen Vereins für Denkmalpflege und Heimatschutz, 19).